# Beskides de Silesia

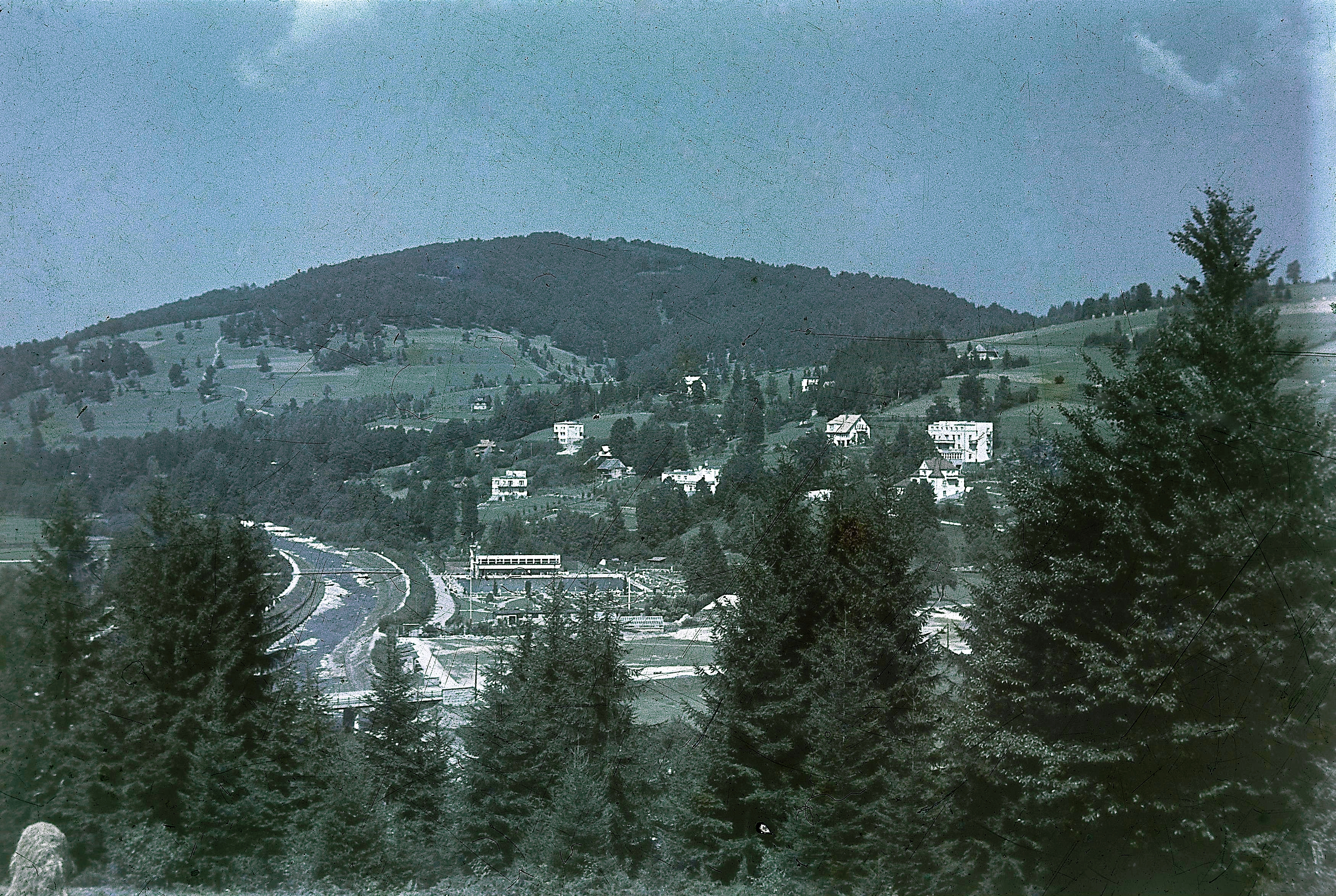
Panorama de los Beskides de Silesia (Wisła)

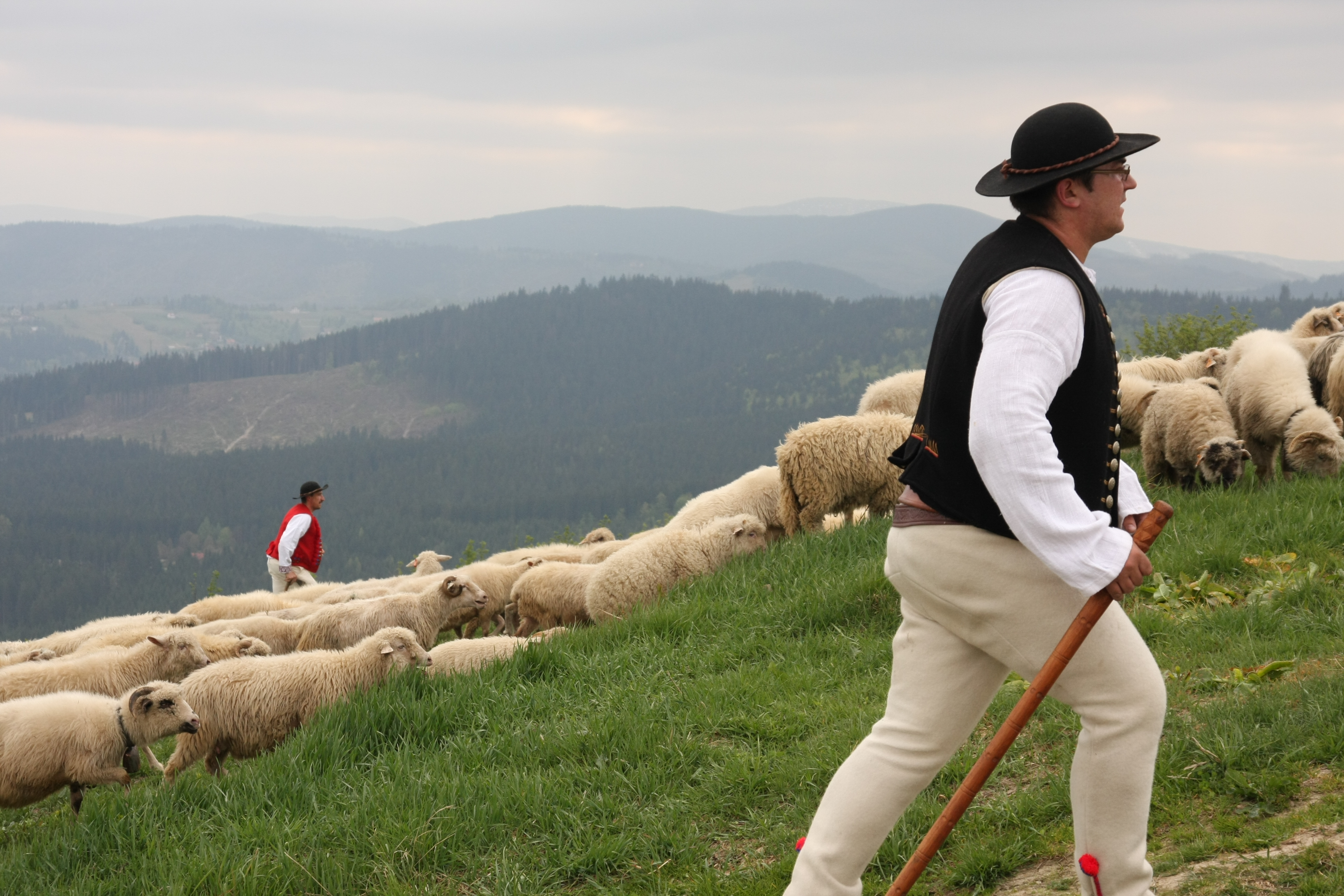
Pastores en los Beskides de Silesia

Los Beskides de Silesia (en polaco: Beskid Śląski, en checo: Slezské Beskydy, en alemán: Schlesische Beskiden) son una de las cadenas montañosas de los Cárpatos Exteriores Occidentales en el sur del voivodato de Silesia (Polonia) y en el este de la región de Moravia-Silesia (República Checa).
La mayor parte de la cordillera se encuentra en Polonia. Está separada de los Beskids de Moravia-Silesia por el paso de Jablunkov.
La parte polaca de la cordillera incluye el área protegida llamada Parque Paisajístico de los Berkides de Silesia.

## Las montañas más altas
Los Berkides de Silesia tienen 20 montañas con un punto más alto por encima de los 1000 m, incluidas tres por encima de los 1200 my nueve por encima de los 1100 m.
- Skrzyczne (1.257 m) - la montaña más alta
- Barania Góra (1.220 m): la montaña más alta de la parte polaca de la Alta Silesia
- Małe Skrzyczne (1.211 m)
- Wierch Wisełka (1.192 m)
- Równiański Wierch (1.160 m)
- Zielony Kopiec (1.152 m)
- Malinowska Skała (1.152 m)
- Magurka Wiślańska (1.140 m)
- Klimczok (1.117 m)
- Malinów (1.115 m)
- Magura (1.109 m)
- Magurka Radziechowska (1.108 m)
- Trzy Kopce (1.082 m)
- Stołów (1.035 m)
- Glinne (1.034 m)
- Przysłop (1.029 m)
- Szyndzielnia (1.028 m)
- Muronka (1.021 m)
- Jaworzyna (1.020 m)
- Kościelec (1.019 m)
- Czantoria Wielka (995 m) - la montaña más alta de la parte checa de la cordillera

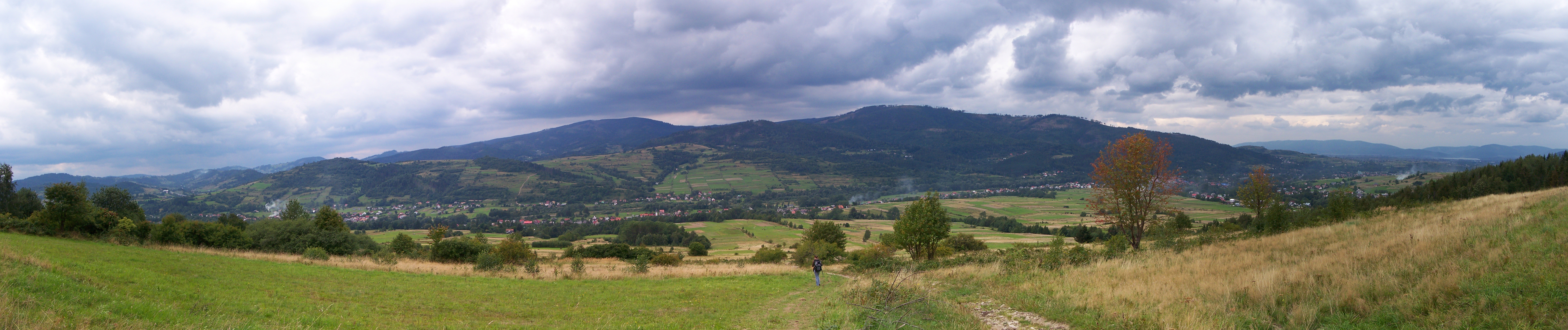
Panorama de los Beskides de Silesia

- Kiczory (990 m)
- Stożek Wielki (978 m)